# Bezirksamt Wertheim

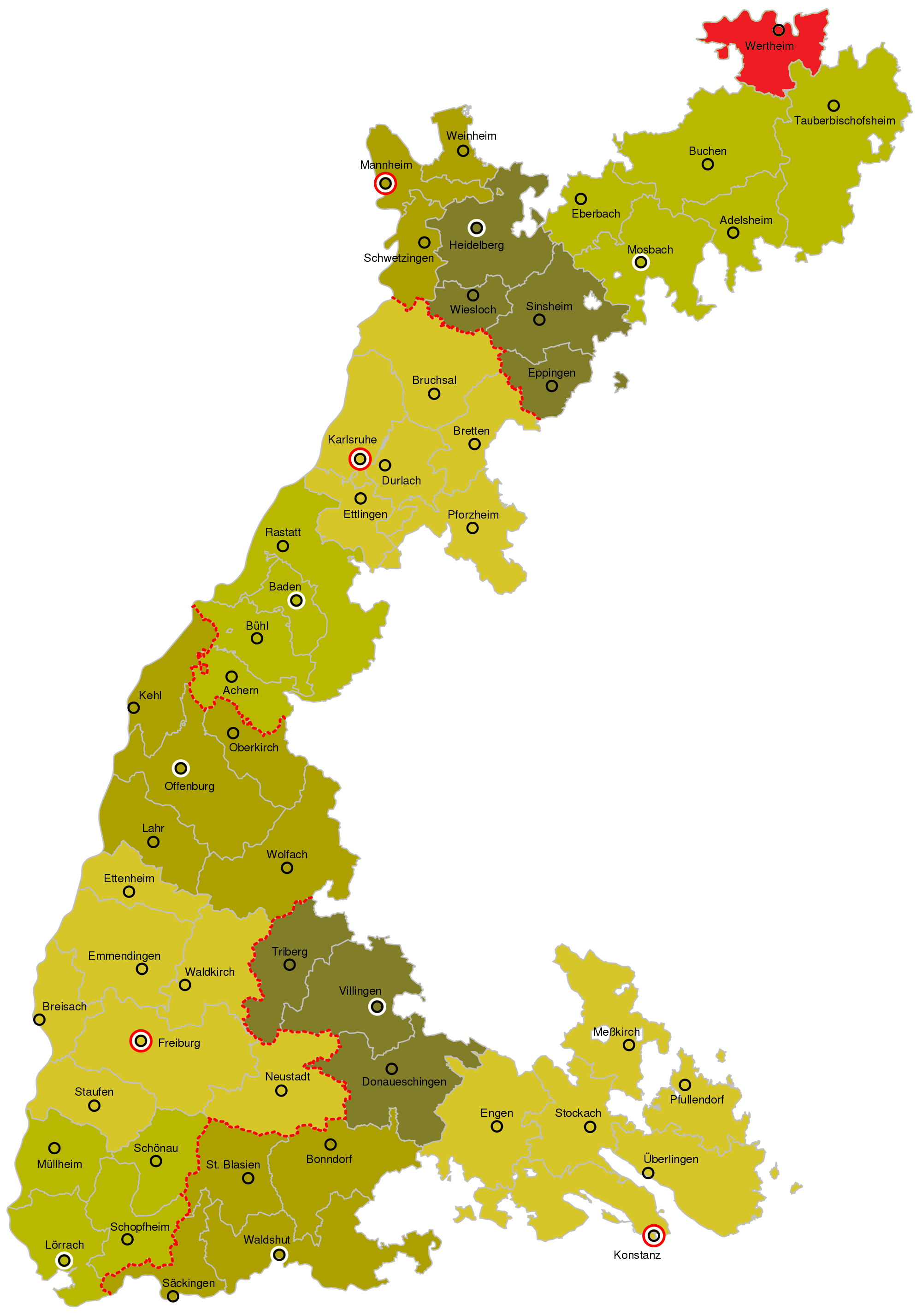
Lage des Bezirksamts Wertheim in Baden (1890)

Das Bezirksamt Wertheim war von 1819 bis 1936 ein Verwaltungsbezirk in Baden. Die badischen Bezirksämter waren in ihrer Funktion und Größe vergleichbar mit einem Landkreis.

## Geschichte

### Das erste Landamt Wertheim
Das erste Landamt Wertheim wurde 1813 gegründet. Im gleichen Jahr entstanden auch die umliegenden Ämter bzw. Bezirksämter Boxberg, Tauberbischofsheim und Gerlachsheim. Der Sitz des Amtes war in Wertheim, das heute zum Main-Tauber-Kreis gehört. 1819 wurde das erste Amt Wertheim mit dem neu entstandenen zweiten Amt Wertheim zu dem späteren Bezirksamt Wertheim vereinigt.

### Das zweite Landamt und spätere Bezirksamt Wertheim
Das zweite Landamt Wertheim wurde 1819 gegründet. Im gleichen Jahr wurde das erste Landamt Wertheim und das zweite Landamt Wertheim zu einem großen Stadt- und Landamt Wertheim zusammengefasst. Der Sitz des späteren Bezirksamts war in Wertheim, das heute zum Main-Tauber-Kreis gehört.
Das Bezirksamt Wertheim umfasste anfänglich 29 Gemeinden: Wertheim, Bestenheid, Bettingen, Boxthal (heute: Boxtal), Dertingen, Dietenhan, Dörlesberg, Ebenheid, Eichel, Freudenberg, Grünenwörth (heute: Grünenwört), Höhefeld, Kembach, Lindelbach, Mondfeld, Nassig, Niclashausen (heute: Niklashausen), Oedengesäß (heute: Ödengesäß), Rauenberg, Reicholzheim, Rütschdorf, Sachsenhausen, Sonderrith (heute: Sonderriet), Steinbach, Urphar, Vockenroth (heute: Vockenrot), Waldenhausen, Wenkheim und Wessenthal (heute: Wessental).

### Auflösung und Neueinteilung der Verwaltungsbezirke
Das Gesetz über die Neueinteilung der inneren Verwaltung vom 30. Juni 1936 hob das Bezirksamt Wertheim auf und ordnete seine sämtlichen Gemeinden dem Bezirksamt Tauberbischofsheim zu. Mit § 1 Abs. 3 der Dritten Verordnung über den Neuaufbau des Reichs vom 28. November 1938 (RGBl. I S. 1675) erhielt dieser Verwaltungsbezirk mit Wirkung vom 1. Januar 1939 die Bezeichnung Landkreis.
Dessen Gemeinden wurden 1973 dem Main-Tauber-Kreis zugeordnet.

## Oberamtmänner und Landräte
Die Oberamtmänner bzw. Landräte des Bezirksamtes Wertheim (1819 bis 1938):
- 1813–1818: Eberhard Friedrich von Berg (erstes Landamt)
- 1819–1850: Eugen Gärtner
- 1850–1867: Franz v. Stengel
- 1867–1879: Otto von Senger
- 1879–1888: Eduard Erxleben
- 1888–1895: Julius Lacher
- 1895–1898: Konrad Clemm
- 1898–1902: Emil Killinger
- 1902–1905: Gustav Arnold
- 1905–1909: August Wendt
- 1909–1910: Karl Baur
- 1910–1911: Friedrich Schmitt
- 1911–1919: Adolf von Boeckh
- 1919–1922: Friedrich Pfaff
- 1922–1930: Gustav Nechthold
- 1930–1937: Rudolf Binz
- 1937–1938: Hans Goll